# 刘心
刘心（1987年8月26日—），英文名Star，回族，中國男歌手。获得湖南衛視“2010快乐男声”全國总亞军，比賽結束後簽約天娱传媒，发行个人专辑《风过之后》《隔壁家的_孩子》《小新》等3张专辑。

## 主要经历
- 1987年 出生于辽宁省鞍山市，16岁初中毕业就不再上学，前往北京北漂追逐音乐梦想；
- 2006年 参加东方卫视《我型我秀》比赛获得全国32强的名次，同年为张杰写歌曲《风》收录在张杰第二张专辑中[1]；
- 2009年 参加KAPPA《音乐ONE花筒》第一季总决赛原创组冠军；
- 2010年 参加湖南卫视《2010快乐男声》长沙赛区比赛，一路过关斩将最终获得全国亚军，同年签约天娱传媒[2]；同年7月，发行个人专辑《雨过之后》[3]；
- 2011年 发行第二张个人专辑《隔壁家的_孩子》[4]；
- 2012年 成为蒙牛酸酸乳巨星梦想学院三强之一[5]；年底获得第五届蒙牛酸酸乳音乐风云榜新人盛典《隔壁家的_孩子》荣获“年度最佳EP奖”、“年度新人大奖”；
- 2013年 获得第二十届东方风云榜东方新人奖，同年8月，发行第三张专辑《小新》[6]。

## 爭議事件
- 2017年5月其新曲《一人飲酒醉》被指控抄襲韓團VIXX小分隊VIXX LR在2015年8月發表的《Beautiful Liar》遭指控後劉心否認及要求VIXX LR的粉絲將指控抄襲的留言刪除，否則不排除提告，其妻子裴瑤Tina更是在微博上公開以韓文辱罵VIXX的粉絲【狗崽子】隨著事件越鬧越大，原曲作曲人VIXX LR成員RAVI在21日發了四條推特回應到此次的抄襲事件「『想成為流行趨勢』這句話並不是指拿走並抄襲我的作品，無視我的粉絲給他們帶來傷害。製作時受我作品的影響和拿走我的作品複製黏貼是有很明顯差異的，前者堂堂正正，後者是臉皮非常厚的表現，作為創作者，是有可能經歷試錯的，雖然對於自己的作品可能是有自負心的，但是我認為你怎麼表達會有很大的差異。如果無視並傷害喜歡並支持我和我的音樂的我的粉絲們，我對你的行為表示很大的不滿。比起指責是否剽竊，我覺得比起什麼說「我們是給某人留下了怎樣的影響」更好。希望以後不要再有對於我們和對我的粉絲造成傷害的事件。」而VIXX的經紀公司Jellyfish娛樂也在22日發表了聲明稱「對本社的artist和作曲家對於共同製作出來的曲子無差別的使用而造成的爭論感到遺憾.為了保護所屬社artist的製作權已向韓國製作權協會對於是否抄襲遞交了確認申請.會根據結果會做出強力的回應」

## 音乐作品

### 专辑/EP
| 专辑数量 | 专辑名称         | 专辑类型 | 发行公司 | 发行日期       | 专辑曲目                                                               |
| -------- | ---------------- | -------- | -------- | -------------- | ---------------------------------------------------------------------- |
| 第一张   | 《雨过之后》     | EP       | 天娱传媒 | 2010年7月11日  | 曲目 1. 雨过之后 2. 风 3. 原来 4. 这一次 5. 那一段 6. 再回首           |
| 第二张   | 《隔壁家的孩子》 | EP       | 天娱传媒 | 2011年11月26日 | 曲目 1. 凭什么说 2. 写给方大同 3. 打扰一下 4. 那年春天下着雪 5. 一开始 |
| 第三张   | 《小新》         | EP       | 天娱传媒 | 2013年8月28日  | 曲目 1. 新自己 2. 最爱 3. 光 4. 游响云停 5. 相遇的季节                 |

### 单曲
未收录在专辑中的单曲
| 發行日期   | 歌曲名稱             | 所屬專輯、备注                             |
| ---------- | -------------------- | ------------------------------------------ |
| 2010-09-15 | 雨过之后             | 收录于2010快乐男声全国12强合辑《我的舞台》 |
| 2010-12-31 | 給力青春             | 2011年湖南跨年演唱会主题曲,天娱群星        |
| 2011-01-30 | 潮流运动             | “喜得狼”广告歌曲                           |
| 2011-05-30 | 窗外的风（VS苏天华） |                                            |
| 2012-01-28 | 梦想（VS陈石）       |                                            |
| 2012-02-13 | 情人节               |                                            |
| 2012-08-28 | 新锐传奇             | 第四届报喜鸟新锐艺人人物主题曲             |
| 2012-09-13 | 梦想+                | 2012年蒙牛巨星梦想学院主题曲               |
| 2012-10-11 | 刘哈哈与大先生       | 搜狐网络剧《屌丝男士》片尾曲               |
| 2018-11-02 | 不会下雨的云         | 爱奇艺网络剧《唐砖》云烨主题曲             |

## 影视作品

### 电影
| 上映时间   | 电影                   | 扮演角色 | 导演 | 合作艺人           |
| ---------- | ---------------------- | -------- | ---- | ------------------ |
| 2012-04-27 | 《瘦身魔方之美丽不瘦》 | 刘心     | 梁杰 | 董维嘉、李锐、赵丹 |

### 微电影
| 上映时间   | 微电影       | 扮演角色 | 导演 | 合作艺人 |
| ---------- | ------------ | -------- | ---- | -------- |
| 2012-09-17 | 《艺术人生》 | 刘心     | 尚涛 | 尚涛     |

### 电视剧
| 上映时间   | 电视剧             | 扮演角色 | 导演   | 合作艺人             |
| ---------- | ------------------ | -------- | ------ | -------------------- |
| 2011-09-07 | 《夏日甜心》       | 阿陆     | 金卓   | 陈翔、张梦弋、刘美含 |
| 2012-10-10 | 《屌丝男士第一季》 | 刘心     | 董成鹏 | 董成鹏、柳岩         |

### 舞台剧
- 2013年9月18日-9月22日 舞台剧《大人物》

### 写真集
- 2010年8月 快男写真《2010快乐男声ZERO·距离写真集》 湖南少年儿童出版社出版